# Щербакова, Надежда Федосеевна
Надежда Фёдоровна Щербакова (1923—?) — подпольщица Великой Отечественной войны, участница антифашистской организации «Молодая Гвардия».

## Биография
Надежда Щербакова родилась в посёлке Семейкино Краснодонского района УССР в 1923 году в семье рабочих. Член ВЛКСМ с 1938 года. В 1941 году окончила 10 классов в посёлке Семейкино. Была пионервожатой отряда. Перед вступлением немцев в Краснодон Надя работала на Семейкинском молокозаводе.
Во время оккупации по предложению Николая Миронова, её товарища по школе, Надя вступает в подпольную комсомольскую группу, руководимую Николаем Мироновым. В группу в посёлке Семейкино входили: Коля Миронов, Павел Палагута и Вася Ткачёв. Им помогали девушки: комсомолка Надя Щербакова и телеграфистка Фаина Лодкина.
18 января 1943 года Надю в селе Красном арестовали полицейские. Утром 19 января ей устроили допрос, но ничего не добились и посадили в холодную. 20 января из-за суматохи, вызванной наступлением Красной Армии и уходом полицейских, она убежала домой. 28 января полицейские, узнав, что наступление Красной Армии приостановлено, вернулись. К вечеру Надю Щербакову вместе с Фаиной Лодкиной арестовали опять. Лодкину отпустили, а Щербаковой зачитали приговор о расстреле, но ей вместе с матерью удалось бежать в село Андреевку. Переночевали там у знакомых. На следующий день они отправились в Пристенок — так Надежда Щербакова спаслась от расстрела.
После войны проживала в Ростове-на-Дону, вышла замуж, сменила фамилию на Береговая, имела 3 детей, работала сотрудником ОБХСС, окончила службу в звании майора. В начале 1990-х под фамилией Копа-Авдиенко давала показания Межрегиональной комиссии по изучению истории организации «Молодая гвардия».

## Награды
Награждена не была.